# حاسي عمر
حاسي عمر قرية تونسية تقع في ولاية مدنين، شرق مدينة مدنين على الطريق الوطنية رقم 1.